# P. J. Tracy Limited
P. J. Tracy Limited war ein Montagewerk für Kraftfahrzeuge und damit Teil der Automobilindustrie in Irland.

## Unternehmensgeschichte
Das Unternehmen aus Dublin war seit spätestens 1926 als Autohaus tätig. Fahrzeuge von Hudson, Terraplane, Essex, Fiat, Delage und Singer wurden importiert und vermarktet. Ernest Bell wurde 1930 Direktor. 1933 begann die Montage von Automobilen. Die Teile kamen von Hudson, Singer und Terraplane. 1937 endete die Produktion. 1938 oder 1939 wurde das Unternehmen aufgelöst.
Ernest Bell hatte bereits im Januar 1937 Assemblers gegründet und montierte ebenfalls Fahrzeuge.

## Fahrzeuge
Hudson wurden ab 1933 montiert und Singer ab 1934. Terraplane ist nur für 1934 überliefert.

## Produktionszahlen
Nachstehend die Zulassungszahlen in Irland für Hudson- und Singer-Fahrzeuge aus den Jahren, in denen P. J. Tracy sie montierte. Die Zahlen des letzten Jahres beinhalten auch die Montagen bei Assemblers, da eine Splittung innerhalb eines Jahres nicht möglich ist.
| Jahr  | Hudson        | Singer        | Summe         |
| ----- | ------------- | ------------- | ------------- |
| 1935  | nicht bekannt | nicht bekannt | nicht bekannt |
| 1936  | 26            | 49            | 75            |
| 1937  | 35            | 16            | 51            |
| Summe | 61            | 65            | 126           |